# Petr Javorek (1973)
Petr Javorek (* 18. dubna 1973) je bývalý český fotbalový obránce. Žije v Bohumíně.

## Hráčská kariéra
V nejvyšší soutěži nastoupil ve 21 utkání za Karvinou, aniž by skóroval.
S Karvinou hrál i ve druhé lize. Působil také ve Vratimově. Od roku 1997 hrál za FC Slavoj Bruntál, jeho posledními kluby byly TJ Sokol Dobrovíz a TJ SK Bášť.

### Ligová bilance
| Ročník           | Zápasy | Góly | Minuty | Klub       |
| ---------------- | ------ | ---- | ------ | ---------- |
| II. liga 1995/96 | 21     | 0    | –      | FC Karviná |
| I. liga 1996/97  | 21     | 0    | 1 605  | FC Karviná |
| CELKEM I. LIGA   | 21     | 0    | 1 605  |            |
| CELKEM II. LIGA  | 21     | 0    | –      |            |